# Krusta (grzyby)

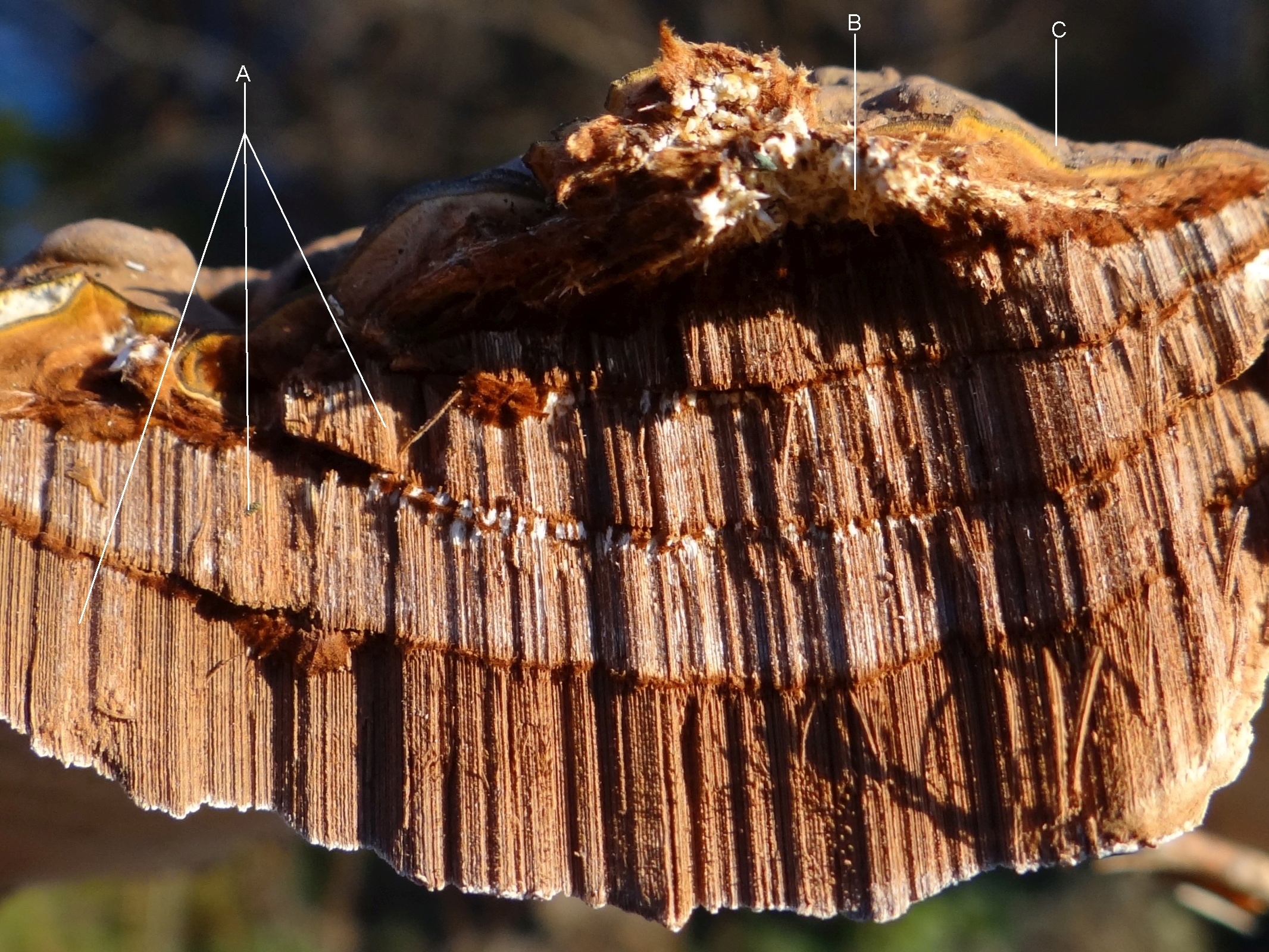
Przekrój owocnika lakownicy spłaszczonej
A – warstwy rurek, B – kontekst, C – krusta

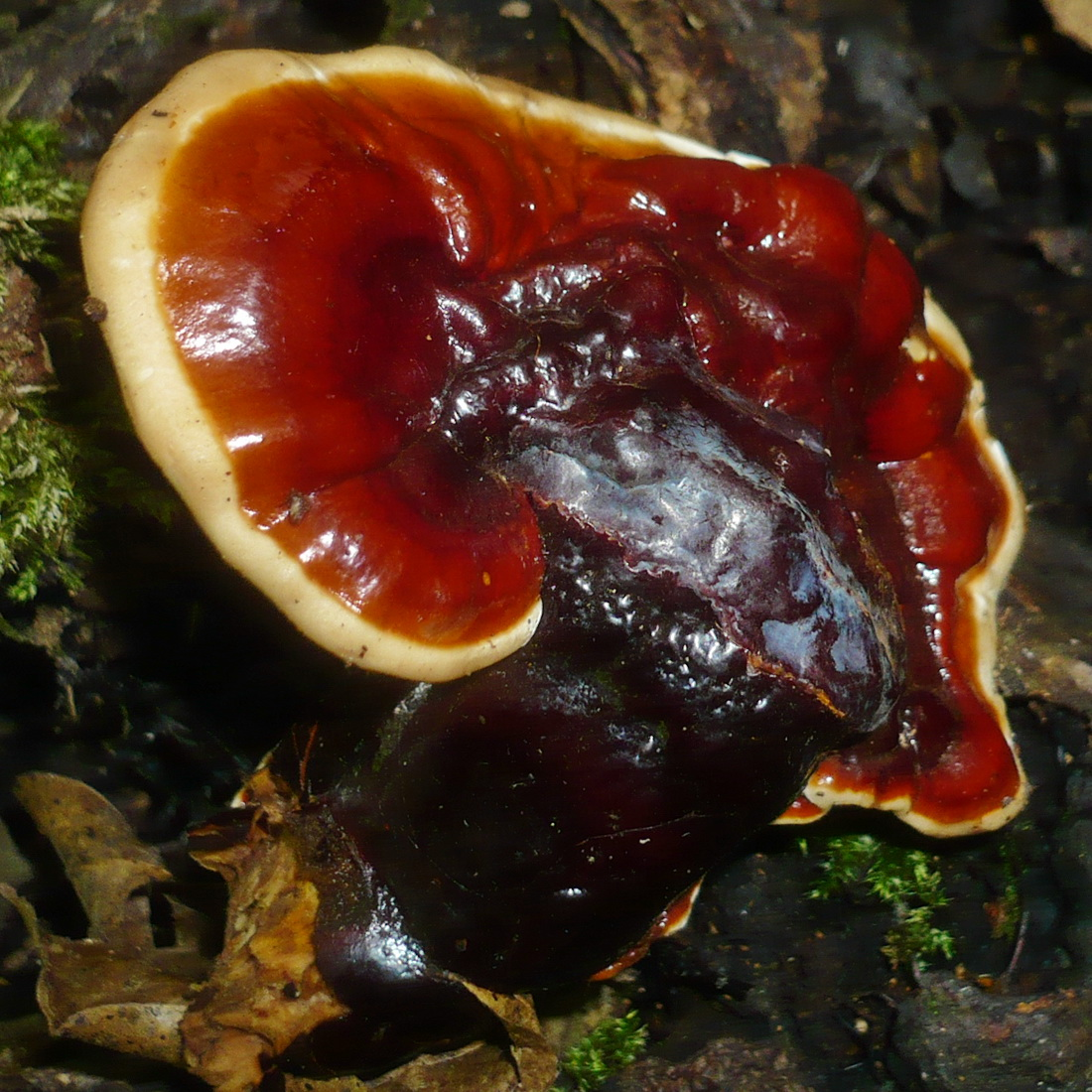
Błyszcząca krusta lakownicy brązowoczarnej

Krusta (łac. crusta) – twarda zewnętrzna skórka na owocnikach u grzybów powstała ze zbitych strzępek. Występuje u niektórych hub, zwłaszcza wieloletnich (np. hubiak pospolity, pniarek obrzeżony). U niektórych hub, na przykład z rodzaju Ganoderma (lakownica), krusta zbudowana jest z palisadowo ułożonych strzępek zwanych pilocystydami, których górna część jest dodatkowo nasycona żywiczną substancją, wskutek czego na kruście powstaje błyszcząca, lakierowana powłoka.
Krusta występuje także u wnętrzniaków, np. w rodzinie tęgoskórowatych. U tych ostatnich krusta składa się z gleby przeplecionej strzępkami grzyba.